# Marulewo
Marulewo (bułg. Марулево) – wieś w Bułgarii, w obwodzie Błagojewgrad, w gminie Błagojewgrad. Według danych szacunkowych Ujednoliconego Systemu Ewidencji Ludności oraz Usług Administracyjnych dla Ludności, 15 grudnia 2018 roku miejscowość liczyła 89 mieszkańców.
W 1860 roku we wsi wybudowano cerkiew św. Dimitra oraz szkołę kościelną.

## Osoby związane z miejscowością
- Ruska Stoimenowa (1938) – bułgarska narodowa śpiewaczka